# Freddie Haycock
Frederick James "Freddie" Haycock (19 tháng 4 năm 1912 – 10 tháng 4 năm 1989) là một cầu thủ bóng đá người Anh, từng thi đấu ở vị trí tiền đạo.

## Sự nghiệp
Haycock khởi đầu sự nghiệp Waterford, có 1 lần khoác áo ở League of Ireland XI.
Sau đó anh đi vòng, trước khi kết thúc với Aston Villa nơi có 99 lần ra sân ở giải vô địch.
Trong Thế chiến thứ II, Haycock là khách mời cho nhiều câu lạc bộ, bao gồm Liverpool, Leicester và Wolverhampton Wanderers.
Sau chiến tranh, Haycock đến Wrexham, có 6 lần ra sân cho câu lạc bộ Wales.